# Amphithera hemerina
Amphithera hemerina är en fjärilsart som beskrevs av Turner 1923. Amphithera hemerina ingår i släktet Amphithera och familjen bronsmalar. Inga underarter finns listade i Catalogue of Life.